# Гіллі (станція)
55°33′46″ пн. ш. 12°58′33″ сх. д. / 55.562694444444° пн. ш. 12.975833333333° сх. д.
Станція Гіллі (швед. Hyllie) — залізнична станція у південно-західній частині Мальме, Швеція, розташована у районі міста Гіллі. 
Це перша станція на шведській стороні Ересундсбанана, найближча до Ересуннського мосту.
Пасажирообіг 9200 осіб/добу (2011)

Станція була відкрита в 2010 році як частина новозбудованого міського тунелю разом із залізничною станцією Тріангельн і новою підземною частиною Мальме-Центральне.
Поруч зі станцією розташовані Мальме-Арена та торговий центр Емпорія. 
Багато компаній, у тому числі Skanska, також мають офіси біля станції.
Станцію обслуговують регіональні поїзди Øresundståg і приміські поїзди Pågatågen. 
Поруч із залізничною станцією розташована автостанція регіональних автобусів до/з Треллеборга, Веллінге, Сканер та Фальстербу.